# Zapracowany obibok
Zapracowany obibok - debiutancki album studyjny polskiego rapera Ciry. Wydawnictwo ukazało się w 2005 roku jako nielegal.
28 lutego 2014 roku nakładem wytwórni muzycznej Step Records ukazało się wznowienie nagrań. Do albumu został dołączony premierowy utwór pt. "Słowotok 2". Reedycja była promowana teledyskiem do utworu "Cirap", który zrealizowała grupa filmowa DelaFlow.

## Lista utworów
Opracowano na podstawie materiału źródłowego.
1. "Odliczanka (Intro)" (produkcja: Auer)
2. "Siemandero" (produkcja: Auer)
3. "Cirap" (produkcja: Auer, scratche: DJ Tort)[A]
4. "Zapracowany obibok" (produkcja: Auer, kontrabas: K. Sypytkowski)[B]
5. "Alkoskit" (produkcja: Auer)
6. "50 gr" (produkcja: Auer)
7. "Osobistyl" (produkcja: Markos)
8. "W poradniku (Skit)" (produkcja, gitara basowa: Szafran)
9. "Słowotok" (produkcja: Dejot)
10. "Dla Białostoczan" (produkcja: Auer)
11. "Martwy punkt" (produkcja: Auer, scratche: DJ Tort)
12. "Na odchodzie" (produkcja: Markos)
13. "Gdziekolwiek (Outro)" (produkcja: Auer)

| Reedycja - 2009 |
| --- |
| 1. "Odliczanka (Intro)" (produkcja: Auer) 2. "Siemandero" (produkcja: Auer) 3. "Cirap" (produkcja: Auer, scratche: DJ Tort) 4. "Zapracowany obibok" (produkcja: Auer, kontrabas: K. Sypytkowski) 5. "Alkoskit" (produkcja: Auer) 6. "50 gr" (produkcja: Auer) 7. "Osobistyl" (produkcja: Markos) 8. "W poradniku (Skit)" (produkcja, gitara basowa: Szafran) 9. "Słowotok" (produkcja: Dejot) 10. "Dla Białostoczan" (produkcja: Auer) 11. "Martwy punkt" (produkcja: Auer, scratche: DJ Tort) 12. "Na odchodzie" (produkcja: Markos) 13. "Gdziekolwiek (Outro)" (produkcja: Auer) 14. "Na Początek" (produkcja: Zeus) 15. "Nic Na Siłę" (produkcja, scratche: Esdwa) 16. "Handleria" (produkcja, scratche: Esdwa, gościnnie: Kisiel) 17. "PNRPF Manifesto 2009" (produkcja, gitara basowa: Szafran) |

| Reedycja - 2014 |
| --- |
| 1. "Odliczanka (Intro)" (produkcja: Auer) 2. "Siemandero" (produkcja: Auer) 3. "Cirap" (produkcja: Auer, scratche: DJ Tort) 4. "Zapracowany obibok" (produkcja: Auer, kontrabas: K. Sypytkowski) 5. "Alkoskit" (produkcja: Auer) 6. "50 gr" (produkcja: Auer) 7. "Osobistyl" (produkcja: Markos) 8. "W poradniku (Skit)" (produkcja, gitara basowa: Szafran) 9. "Słowotok" (produkcja: Dejot) 10. "Dla Białostoczan" (produkcja: Auer) 11. "Martwy punkt" (produkcja: Auer, scratche: DJ Tort) 12. "Na odchodzie" (produkcja: Markos) 13. "Gdziekolwiek (Outro)" (produkcja: Auer) 14. "Słowotok 2 (utwór dodatkowy)" (produkcja: Eljot Sounds) |

Notatki
- A^ Z wykorzystaniem sampli pochodzących z piosenki "Warszawa jest smutna bez ciebie" w wykonaniu Jacka Lecha[5].
- B^ Z wykorzystaniem sampli pochodzących z piosenki "Tyle słońca w całym mieście" w wykonaniu Anny Jantar[6].